# Георги Стефанов (футболист, 1952)
Вижте пояснителната страница за други личности с името Георги Стефанов.
Георги Стефанов (1 октомври 1952 – 9 март 2023) е български футболист. Роден е през 1952 г. Играе като десен защитник. Бивш национален състезател и шампион с „Локомотив“ София през 1977/78.

## Кариера
Стефанов е юноша на „Славия“. С „белият“ екип дебютира през 1972 година.
През лятото на 1977 преминава от „Сливнишки герой“ в столичния „Локомотив“ и още през първия си сезон става шампион с екипа на „червено-черните“, като играе в 29 от 30-те шампионски мача.
След „Локомотив“ преминава в „Светкавица“ (Търговище).
Умира след тежко заболяване на 70 годишна възраст на 9 март 2023 г.
На 25 април 1979 изиграва единствения си мач с националния отбор в контрола играна в Буенос Айрес срещу Аржентина изгубен с 1:2.